# ماری جو فرناندز
 ماری جو فرناندز (انگلیسی: Mary Joe Fernández؛ زاده ۱۹ اوت ۱۹۷۱) یک تنیس‌باز اهل ایالات متحده آمریکا است.